# 城島宮

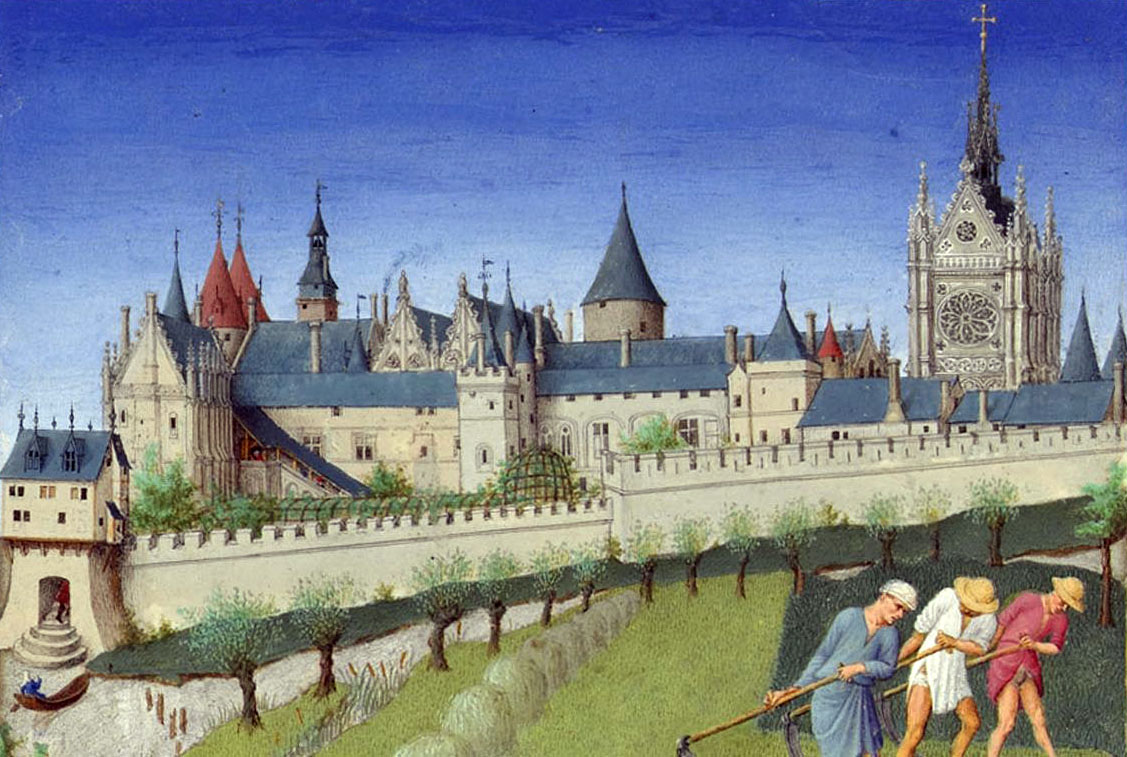
城島宮

城島宮（法語：Palais de la Cité）是法國一座宮殿建築，位於塞納河的城島上。這座建築在6至14世紀間曾是法蘭西王國的王宮。